# 디 올마이티 존슨스
《디 올마이티 존슨스》(영어: The Almighty Johnsons)는 2011년부터 2013년까지 방영된 뉴질랜드의 드라마이다.